# 內布拉斯加大學卡尼爾分校
內布拉斯加大學卡尼爾分校於1905年創校，當時命名為內布拉斯加師範大學卡尼爾分校, 現時為內布拉斯加大學的卡尼爾分校。

## 學校歷史
內布拉斯加州州議會於1903年3月撥款＄50000 在內布拉斯加州西部興建一所師範學校。1904年10月18號開始動工，在1905年的夏季在卡尼爾市裡的公共設施裡上了第一堂課。隨著建築工程完工，1905年秋季正式在校園裡上課。學院於1921年改名為內格拉斯加州立師範學院。在1963年又改為卡尼爾州立學院。於1991年7月1日卡尼爾州立學院正式命名為內布拉斯加大學卡尼爾分校。

## 校園
內布拉斯加大學卡尼爾分校共有49棟建築物。許多都是作為非學業用途。

## 著名校友
- 前田顯藏